# Leila Mourad
Layla Murad (en árabe: ليلى مراد, 17 de febrero de 1918 – 21 de noviembre de 1995) fue una cantante y actriz egipcia, considerada como una de las estrellas más importantes del mundo árabe en su época. Nacida con el nombre "Lillian Zaki Murad Mordechai" en el seno de una familia judía en el distrito Al Daher en El Cairo, adoptó el nombre artístico Layla Murad. Layla se casó en tres oportunidades y se convirtió al islam en 1947.

## Biografía
Layla Murad nació en El Cairo el 17 de febrero de 1918, hija de Ibrahim Zaki Mordechai y Gamilah Salmon. Su padre, Zaki Murad, era un hombre judío egipcio fue un reputado cantante y músico. Su madre era judía con ascendencia polaca. Uno de sus hermanos, Mounir Mourad, fue actor y compositor.
A los nueve años hizo su primera presentación en vivo en una reconocida sala de conciertos de El Cairo llamada Saalat Badi'a. La sala había sido fundada en 1926 por la actriz y bailarina Badi'a Masabni, quien se convertiría más adelante en la tutora de Mourad. Su primera aparición en el cine ocurrió en 1932 en una película titulada al-Dahaya (Las víctimas), la cual originalmente había sido grabada en formato de cine mudo. Su canción, "The Day of Departure", fue añadida a la nueva versión con audio del filme.
Fue entrenada por su propio padre y por Dawood Hosni, también judío. Hosni había compuesto la primera opereta en árabe y compuso dos canciones para Leila: "Hairana Leh Bein El-Eloub" y "Howa el dala'a ya'ani khessam". El éxito se hizo presente cuando el prominente compositor egipcio Mohammed Abdel Wahab la escuchó cantar y le ofreció un papel en su película Yahia el Hob (Viva el amor!) en 1938. En los años siguientes a Yahia el Hob realizó cinco exitosas películas con el director Togo Mizrahi, convirtiéndose en una de las actrices más importantes de su país. En 1945 protagonizó Layla Bint al-Fuqara (Layla, hija de los pobres) dirigida por el también reputado actor y director Anwar Wagdi, con quien se casó poco tiempo después. Participó en aproximadamente veinte películas más, de las cuales se destaca Ghazal Al Banat, también dirigida y coprotagonizada por Wagdi.

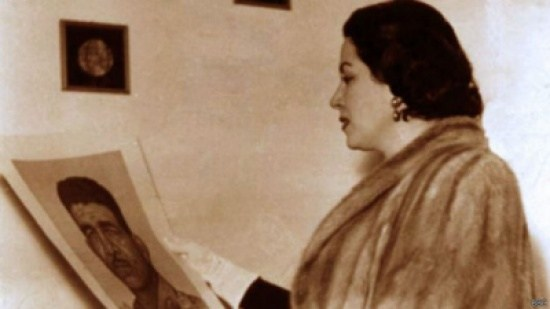
Layla sosteniendo una fotografía del presidente Muhammed Naguib en 1953.

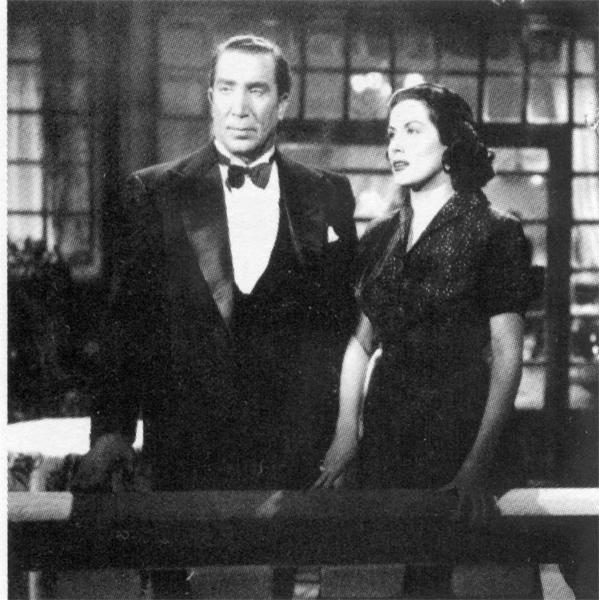
Layla con Youssef Wahbi en la película Ghazal Al Banat.

En 1953 fue escogida como la artista oficial de la revolución egipcia. Poco tiempo después se vio envuelta en una polémica por visitar a algunos de sus familiares en Israel. Empezaron a circular rumores de sus contribuciones económicas a las fuerzas militares de ese país, por lo que fue investigada por las autoridades locales. Sin embargo no fueron encontradas pruebas contundentes que probaran el hecho. A los 38 años decidió retirarse del mundo del entretenimiento, debido principalmente al fracaso comercial de su película Al Habib al Majhoul y de la censura de su canción "With Unity, Order, and Work". Leila Mourad falleció en un hospital de El Cairo en 1995.

## Obra
A continuación se listan algunas de las canciones más famosas en su discografía:
- "Yama Arak el nasim".
- "Ya msafer we nassi hawak".
- "Albi dalleli".
- "leeh khaletni ahebak".
- "Elmaya we el hawa".
- "Ya aaz mn Ainy".
- "Sanaten wana ahayel feek".
- "Etmakhtary".
- "El Hob Gameel".
- "Monaya fi Korbak".
- "Abgad Hawaz".
- "Einy Betref", dueto con el actor egipcio Naguib AlRaihani.
- "Bil-Itihad wa al-Nizam wa al-Amal".

### Filmografía seleccionada
- Sayedat al-Qitar (Lady on the Train), 1953.
- Ward el gharam (Flowers of Love), 1952.
- Ghazal Al Banat (Flirtation of Girls), 1949.
- El Hawa wal chabab (Love and Youth), 1948.
- Darbet el kadar (The Blow of Fate), 1947.
- Qalbi dalili (My Heart is My Guide), 1947.
- Khatem Suleiman (Solomon's Ring), 1947.
- Leila bint el agnia (Leila, Daughter of the Rich), 1947.
- Leila bint el fukara (Leila, Daughter of the Poor), 1946.
- El Madi el maghoul (The Forgotten Past), 1946.
- Shadia al wadi (The Singer in the Valley), 1946.
- Leila fil zalam (Leila in the Shadows), 1944.
- Leila, bint al-madaress (Leila, the Schoolgirl), 1942.
- Laila, ghadet el camelia (Leila, Lady of the Camelias), 1942.
- Shuhaddaa el gharam (Romeo and Juliet), 1942.
- Leila, bint el rif (Leila, the Girl from the Country), 1941.
- Laila momtera (Stormy Night), 1940.
- Yahya el hub (Long Live Love), 1938.

## Legado
La serie de televisión Ana Albi Dalili, basada en la vida y obra de Leila Mourad, fue estrenada en 2009. Se trata de una producción egipcia encabezada por el director sirio Muhamad Zuhair Rajab. Safa Sultan, una actriz siria, encarna a Leila Mourad. Ahmed Flukhs interpreta a Anwar Wagdi. Izat Abu Oof, un actor egipcio, interpreta a Zaki Mourad y Hala Fahr encarna a Miriam, la tía de Leila Mourad.